# 端島
端島（日语：／ Hashima */?）是一個位在日本西部九州長崎縣海域的半人工島嶼，因外形酷似軍艦而有「軍艦島」（ぐんかんじま）的別名:848。端島原本是西彼杵郡高島町的一部份，但目前該町已併入長崎市，因此端島現在由長崎市管轄。端島原本只是一處淺灘，但自明治時代開始因在這裡發現煤礦而進行多次填海，面積大幅擴大，大約在1931年達到現在的規模。自明治至昭和時代，端島因開採海底煤礦而導致島上人口激增，在1960年代初期時一度超過5,000人，人口密度甚至達到東京23區的九倍。端島也因煤礦而繁榮一時，興建有日本最初的鋼筋混凝土公寓。然而1974年煤礦關閉導致島上住民離開之後，端島變為無人島。2015年，包括端島在內的部分歷史遺跡以明治工業革命遺蹟：鋼鐵、造船和煤礦的名義被列入世界文化遺產。現在端島因其保存狀態良好的廢墟景觀而吸引了眾多遊客，是長崎市著名的觀光景點，民眾可以在導遊引導下參觀端島的部分地區。

## 地理

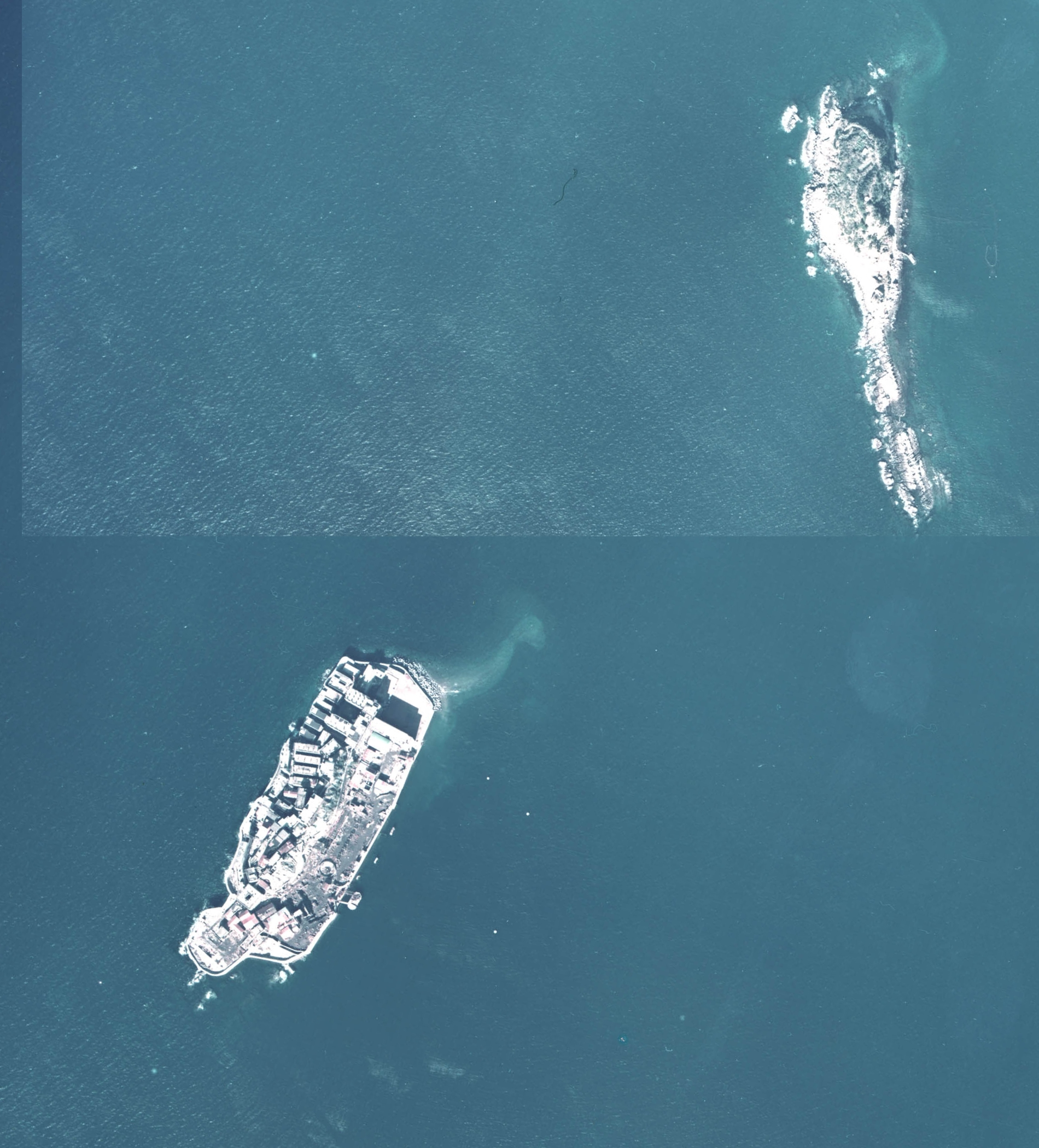
左下是端島，右上是中之島 (長崎縣)。拍攝於礦山關閉時的1974年。

端島位於長崎港西南海上約17.5公里處:13；舊高島町的中心、同為高島煤礦中心的高島西南2.5公里。端島和高島之間有名為中之島的小型無人島，在該地亦曾建有煤礦，但數年之後就被關閉，此後作為端島居民的公園及火葬場、墓地使用。端島西南亦有名為「三之瀨」的岩礁，同樣是海底煤礦的開採區域。
端島最初是南北長約320米，東西長約120米的淺灘:38。自1897年開始至1931年，該淺灘和附近的岩礁、沙洲在經過六次填海之後面積擴大了約3倍:158。端島南北長約480米，東西寬約160米，形狀南北狹長，海岸線多直線，島嶼全體被護岸堤防包圍，面積約6.3公頃，海岸線全長約1.2公里。填海之前即存在的岩山南北縱貫端島中部，其西側和北側及山頂是住宅及生活設施，東側和南側是煤礦相關設施。
端島年均氣溫約15至16℃:2，年均降水量約2,000毫米:2。端島冬季降水較多，夏季多東南風和南風，冬季多西北風和北風。
如同1949年以端島為舞台的電影《無綠之島》（緑なき島）這一標題，端島少有植物。島上居民自日本本土將砂土搬運到屋頂，設置屋頂庭園。種植有仙人掌和觀葉植物的家庭也不在少數。端島小學也曾分發易於栽培的松葉菊，展開在島內普及草花的運動。鮮花在端島的主婦中也頗有人氣。但在煤礦關閉後的調查中，調查隊發現了多種植物，其中以鬼苧麻（Boehmeria holosericea）、濱海前胡、甜根子草最多:623。

## 歷史
端島煤礦的歷史可以大致分為初期採礦期（1810年－1889年）、納屋制度期（1890年－1914年）、產業報國期（1914年－1945年）、復興及現代化期（1945年－1964年）、衰退關閉期（1964年－1974年）、廢墟熱潮和產業遺產期（1974年－）六個時期:7。

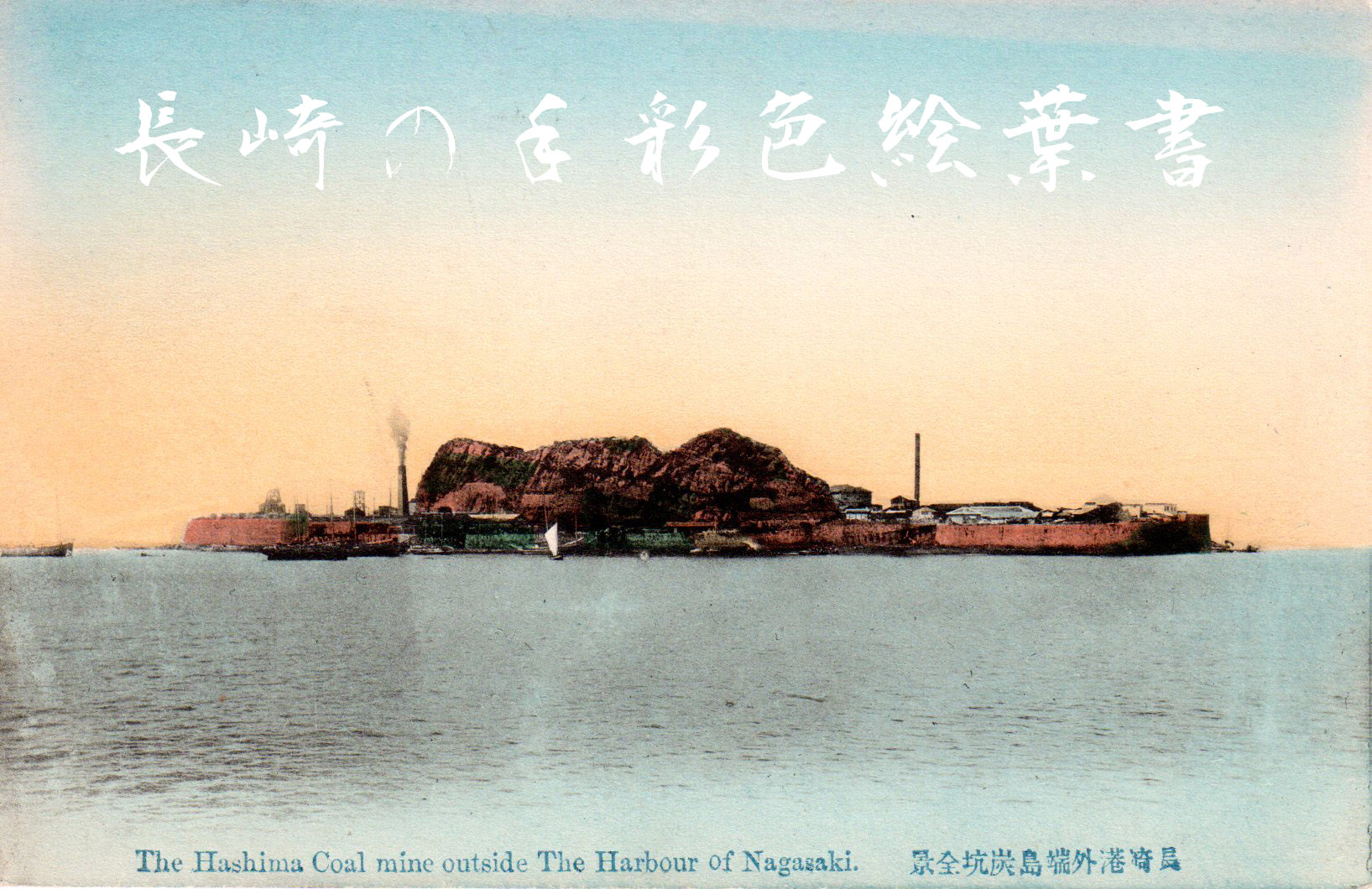
明治後期的端島

### 初期採礦期（1810年－1889年）
「端島」這一名稱自何時開始使用仍不得而知，但在《正保國繪圖》中已有（端之島）、《元禄國繪圖》中已有「端島」的記載:250-251。《天保國繪圖》中也有「端島」的記載。
一說認為端島發現煤炭是在約1810年時的事情:34:625:700-701。但據《佐嘉領寄到来之細書答覚》記載，1760年時，佐賀藩深堀領地蚊燒村（舊三和町，現長崎市）和幕府領地野母村、高濱村（舊野母崎町，現長崎市）就端島、中之島、下二子島（之後因填海而成為高島的一部分）、三瀨等島嶼的領有權展開紛爭:250-257。兩者均稱自己的村莊曾在這些島嶼進行挖掘葛根、割草、燒草、採礦等活動:250-257。特別是後者聲稱野母村的鍛冶屋勘兵衛在四十多年之前就發現了煤炭並進行挖掘，在長崎的稻佐出售:250-257:250-251。另外當時幕府將該島稱為「初島」，佐賀藩將該島稱為「端島」:250-251。

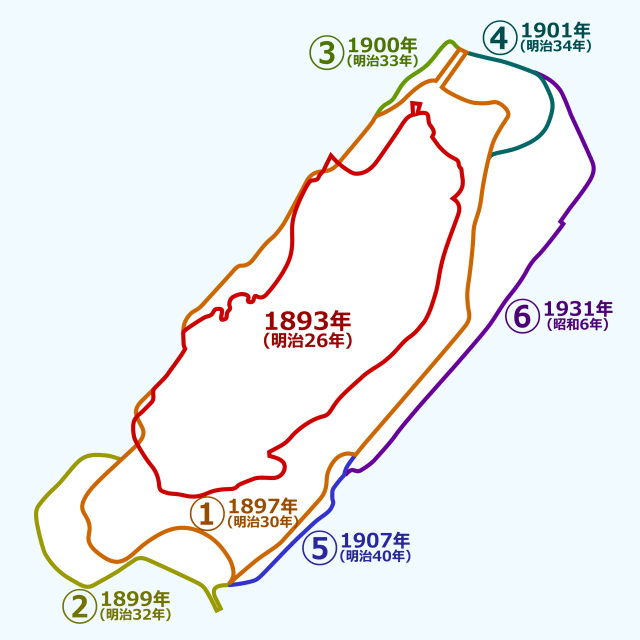
端島填海史

如上記載，端島發現煤礦的確切日期不明:34。但直到江戶時代結束時，這一地區的煤礦開採都只不過是漁民在捕魚時順便進行極小規模的露天煤礦開採:34。1869年，長崎的業者曾著手採煤，但僅一年就歇業。之後也有3家公司曾進行煤礦開採，但因遭到大風而被迫歇業:34-35。1886年時，端島完成了36米長的豎坑，即為第一豎坑:34-35。

### 納屋制度期（1890年－1914年）
1890年，端島煤礦的所有者鍋島孫太郎以10萬日元的價格將端島出售給三菱公司，此後端島在超過100年的時間裡都是三菱的私有土地:35。三菱在收購端島後開鑿了第二豎坑和第三豎坑，端島煤礦的產量也超過了高島煤礦:35。1891年，三菱使用公司船隻「夕顏丸」開通了端島和九州之間的航線，並設蒸餾水機以開始提供飲用水。1893年，三菱在端島創建了自公司的私立小學。端島在基本居住環境日益改善的同時，還在1897年至1931年期間分階段對附近海域進行填海。1890年代時，高島煤礦的納屋制度已成為社會問題。而端島煤礦也曾使用同樣制度。端島也和高島煤礦一樣多次發生勞資紛爭。端島的納屋制度廢除時間比高島更晚，此後所有勞動者都由三菱直接管理:123。

三菱端島勞動狀況（1907年3至8月時）　日本勞務管理年誌·勞務管理資料編纂會　
- 1　礦工召集者每招到1人可獲得3日元的回扣。欺騙世人稱煤礦是樂園。
- 2　礦工難忘故鄉，對被巧舌如簧的召集者欺騙一時深感後悔。
- 3　公司僱傭賣春婦，處處開設賣淫店，更鼓勵賭博。
- 4　礦工深陷窘境，毫無自由:123。

### 產業報國期（1914年－1945年）

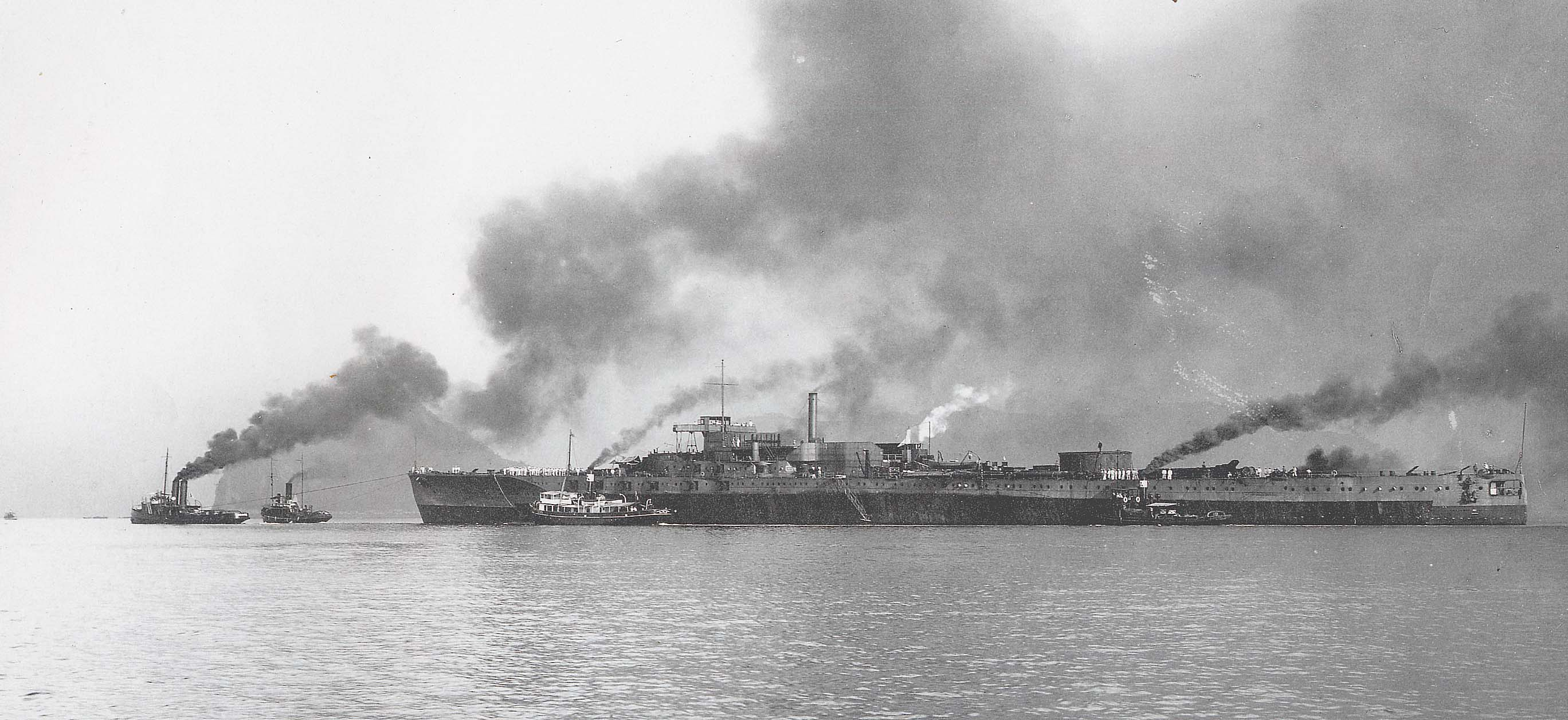
建造於長崎的土佐號軍艦

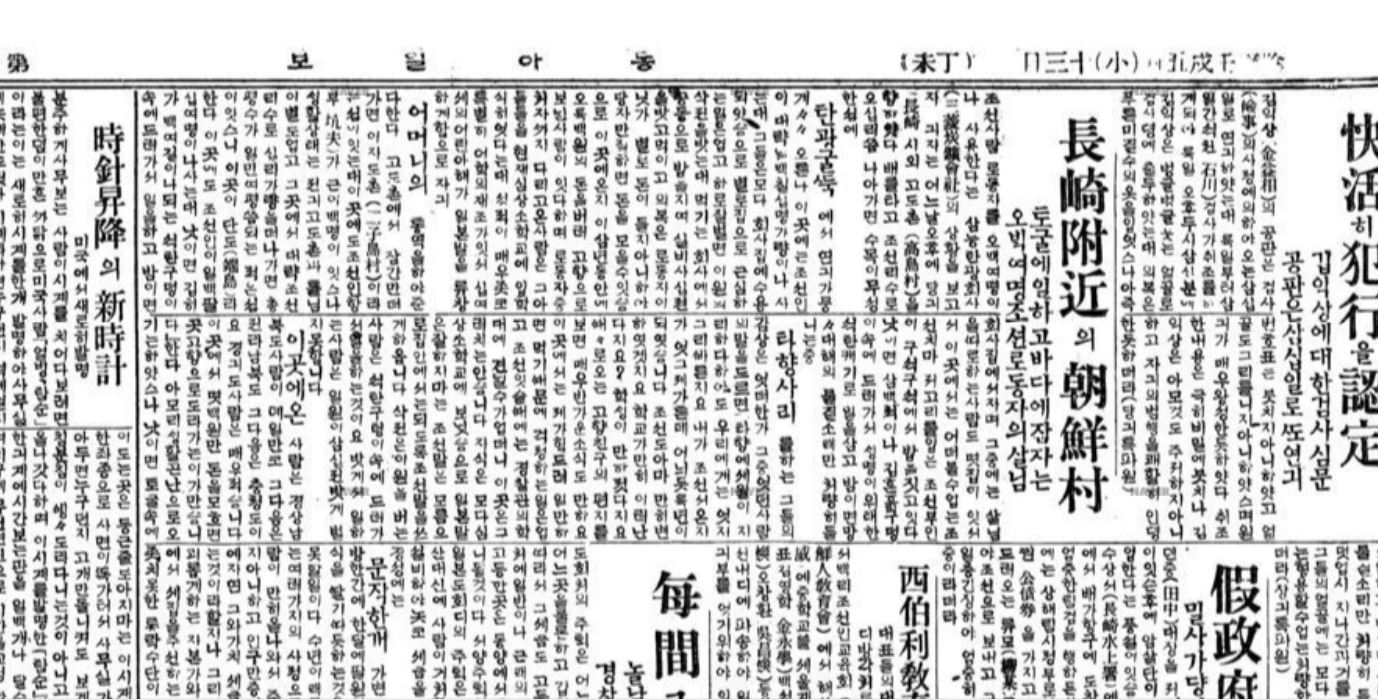
『東亞日報』1922年6月8日

20世紀初期，三菱在廢除納屋制度以實現直接管理礦工的同時，還開始興建鋼筋混凝土公寓。1916年，日本首個鋼筋混凝土製的集體住宅「30號樓」於端島竣工。在這一年時，大阪朝日新聞已形容端島外觀「會和軍艦混淆」:40-42。長崎日日新聞也在1921年因端島外觀酷似建造中的日本海軍的土佐號軍艦而將其稱為「軍艦島」:40-42:625。 可見自大正時期開始，端島已被俗稱為「軍艦島」。但這時端島上的鋼筋混凝土製的高層公寓仍然較少（僅30號樓和日薪社宅）。
端島煤礦生產優質的強粘礦，和鄰接的高島煤礦都是在日本近代化過程中發揮重要作用的煤礦之一。因此上層勞動者的各類福利也較為優渥。1937年時，島上的教育、醫療保險、商業娛樂等各類設施已達相當水準:126。但另一方面，採礦的工作量相當巨大，每日勞動時間達12小時且只有一次倒班。煤礦的工作被形容是「入礦時和出礦時都是披星戴月，從不見陽光」:105。由於二戰爆發後於1941年開始的「產業報國戰士運動」的結果，端島的煤炭產量在最鼎盛時的1941年達到約41萬噸，也是端島的最高年產量紀錄。1943年時，第二豎坑的日產量曾達2,062噸:105。

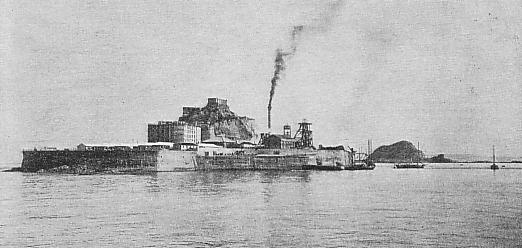
昭和初期的端島

1939年開始，三菱開始大量使用朝鮮勞動者在端島採礦，勞動量最大的礦工幾乎都被朝鮮人替代。1943年，三菱開始強制中國人俘虜從事勞動。朝鮮勞動者被收容在納屋中，中國人俘虜則被收容在端島南部的狹小地區。二戰之後，曾在高島、端島、崎戶三礦工作的中國人勞工和其遺族對日本政府、長崎縣、三菱礦業（现三菱综合材料）、三菱重工發起要求賠償的訴訟。長崎地方法院於2007年3月27日因賠償要求已過請求權期限（20年）為由拒絕審理，但承認有強制遷徙、強制勞動的違法行為。原告方不服判决，向福冈高等法院提起上诉。审判长牧弘二于2008年2月向原被告双方口头提出和解建议，原告方和被告企业均表现出和解意向，但由于日本政府拒绝，和解努力宣告失败。
1945年6月11日，美軍尖額帶魚號潛艇用魚雷擊沉了停泊在端島的煤炭搬運船「白壽丸」。有傳言稱「美軍將端島誤認為是真正的軍艦而用魚雷擊沉」:105。1945年，高島二子發電廠遭到空襲，端島煤礦第2豎坑被水淹沒。

### 復興及現代化期（1945年－1964年）

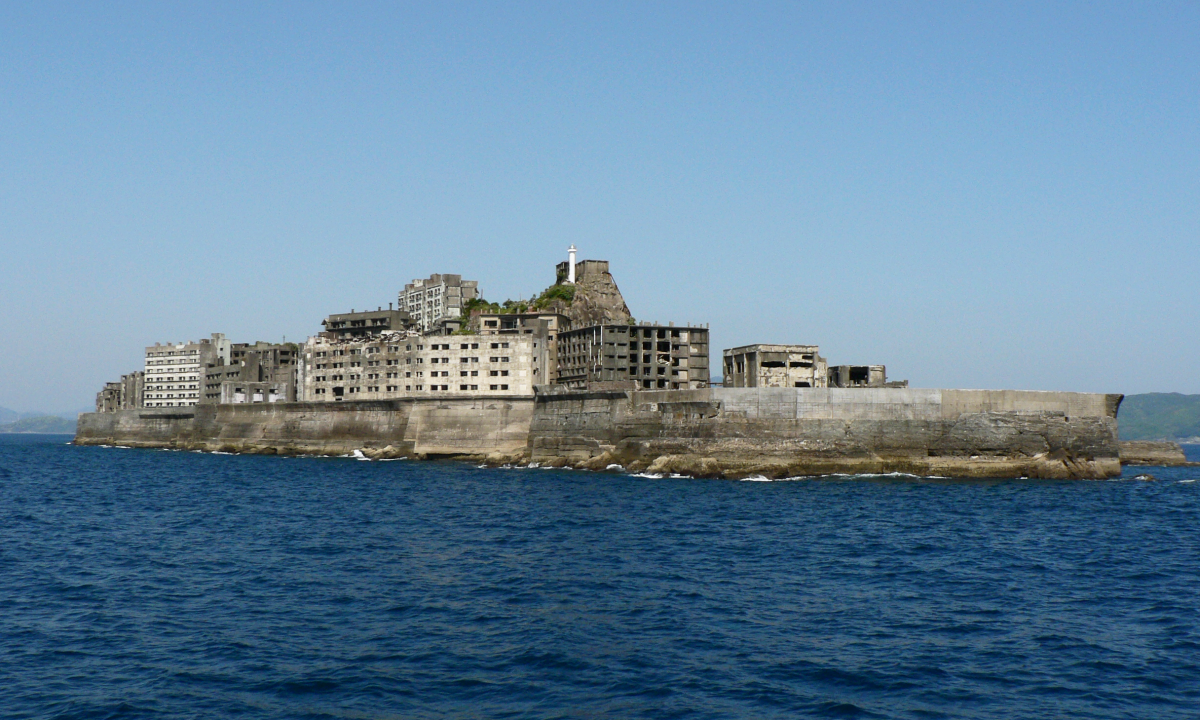
自西南方海面上遠眺，端島看起來就像是一艘浮在海面上的軍艦。

二戰結束後，由於朝鮮人、中國人回國和勞動者的離開，端島的人口一度銳減。然而因戰後復興資金的提供和復員軍人回到日本，1948年之後，端島人口急劇增加。1946年，當地工人創建工會並促成提薪，更加速人口流入，但同時也導致住宅不足問題日益嚴峻。因勞動法的修改使得工人的勞動時間受到限制，端島雖然人口增加，但煤炭產量卻未能超過二戰時水準。在工資上升的同時，煤礦的開工率卻反而下降，使得工人的休閒時間增加。1957年海底水道的開通使得端島的居民得以開始使用淡水洗澡，生活環境大幅改善。但另一方面，住宅問題仍然是勞資紛爭的禁區。公司職員可以居住在上層較大的房間，而一般的礦工則被分配島中層較小的房間，外部工人只能居住在低層極狹小的房間。
端島在1960年時達到人口峰值（5,267人），人口密度達每平方公里83,600人，高踞世界之冠，是東京23區的9倍以上:61-62。島上除了煤礦設施和住宅之外，還設有中小學校、店鋪（除了常設店鋪之外，也有眾多島外商人來到端島銷售商品）、醫院（有外科及分娩設施）、寺院「泉福寺」、電影院「昭和館」、理髪店、美容院、小鋼珠店、麻將店、小吃店「白水苑」等設施，島上擁有幾乎完整的都市機能。但端島內沒有火葬廠、墓地、較大的公園，這些設施位於端島和高島之間的中之島。

### 煤礦衰退關閉期（1964年－1974年）

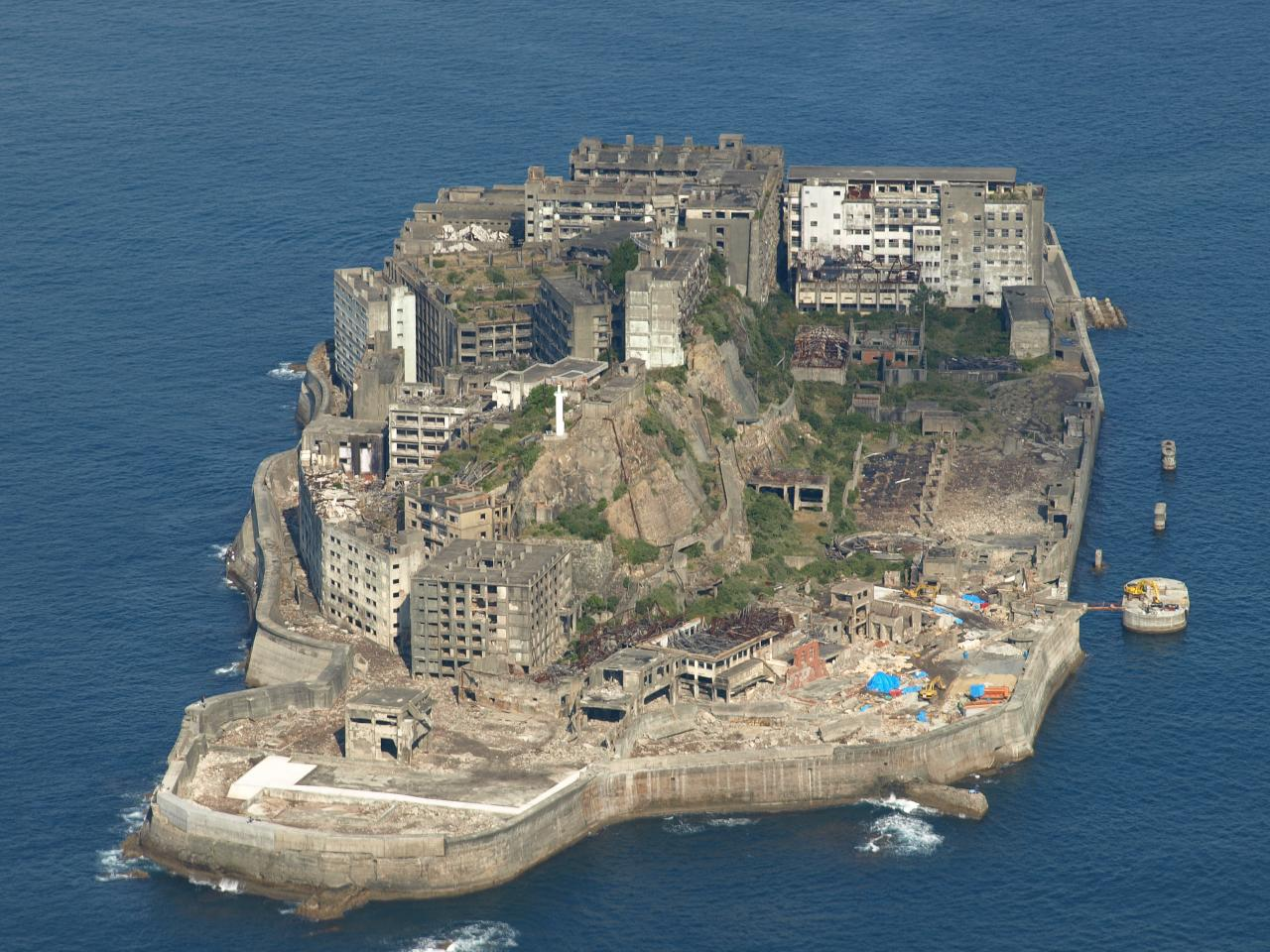
自南側望端島全貌

1960年之後，隨著日本主要能源從煤炭變為石油，端島開始衰退。特別是1964年的九片治層坑道因自然起火給端島帶來打擊，人口急速減少。1965年三瀨地區新礦的開發使得端島煤礦一度復興。端島在這時期雖然人口減少，但卻因機械化使產量恢復至接近二戰時的水準。加上這一時期三菱公司利用空出的房間將兩戶改為一戶，令端島的住宅情況大幅改善，居民的生活水準得到提高。這時端島透過較高的工資彌補福利設施不足，且各類生活需求均可在狹小空間內完成，被評為是「生活最低限需求完全充足時期」:131。
然而1970年代之後，由於能源政策轉變，端島在仍有數百萬噸煤炭未被開採的狀況下於1974年1月15日關閉煤礦。在礦山關閉時，端島人口已減少到只有約2,000人。這些人在同年4月20日亦全部離島，此後端島無人居住。但直到同年年底，仍有一些人因煤礦相關設施的解體作業而在端島工作:172。

### 廢墟熱潮和產業遺產期（1974年－）
在煤礦關閉之前，西山夘三、片寄俊秀等人曾調查了端島的住宅情況。但因端島全島是三菱公司所有的土地，因此三菱對外部人員嚴加監視，西山研究室的調查也因此頗受限制:151。另外，島上居民還不願透露有關戰爭時期黑暗部分的內容。長崎造船大學教授片寄俊秀曾代替京都大學的西山夘三在1970年5月至1974年閉礦為止詳細調查端島的生活。他不僅調查端島的富裕生活這一光明面，亦調查戰時的奴隸勞動、中國人及朝鮮人的強制勞動等黑暗面，並通過論文《軍艦島的生活環境》總結調查成果。但卻遭到島上居民「不希望暴露更多黑暗時代細節」的壓力，研究被迫中斷:153。

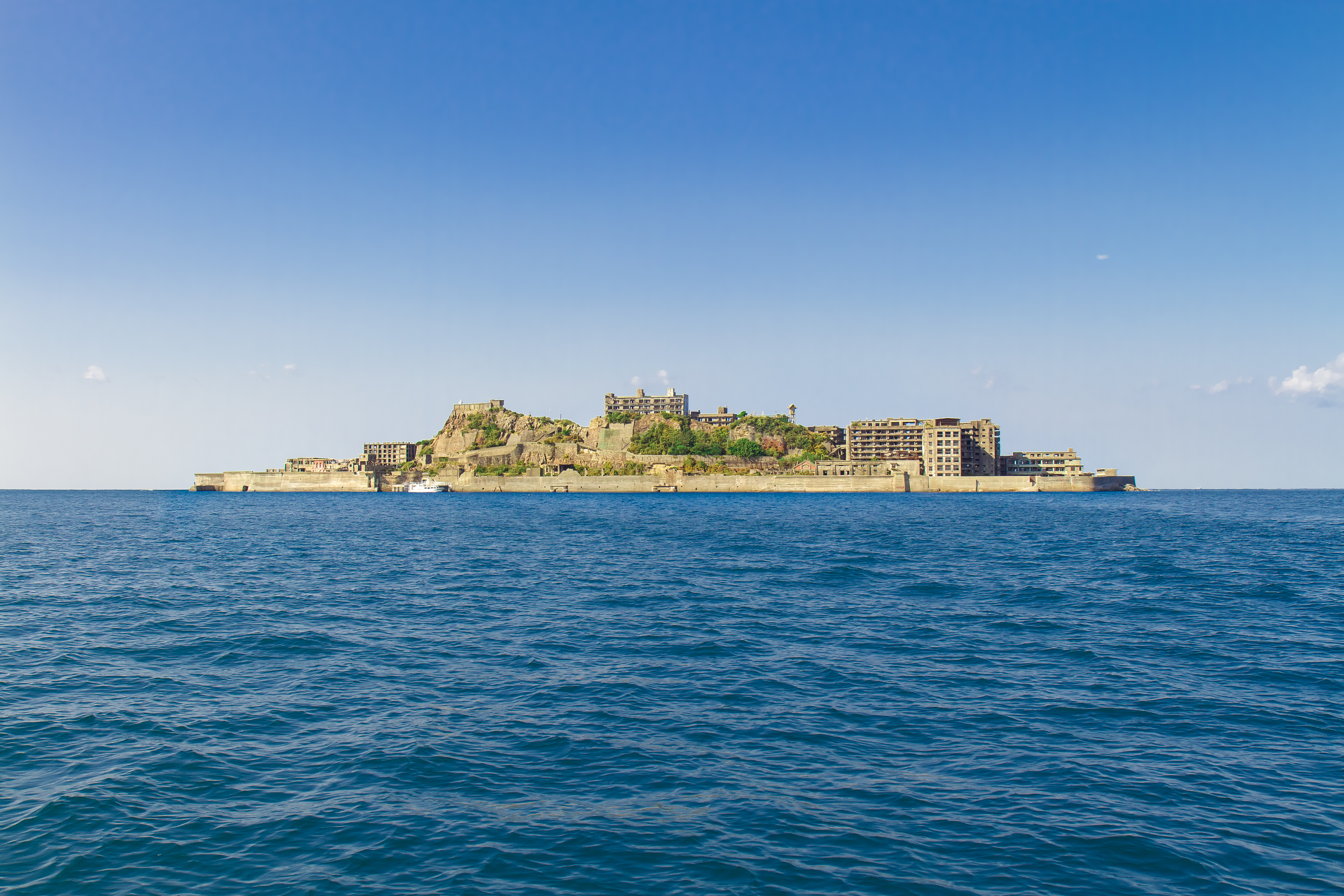
端島的側面全景

2000年代之後，端島作為近代化遺產和大正至昭和時代的集體住宅遺跡而受人矚目，且因廢墟熱潮而多次成為話題。但在無人居住役後，島上建築開始崩塌。端島的所有者三菱综合材料在2001年將端島無償讓渡給高島町。2005年，隨著高島町被併入長崎市，端島的所有權也被長崎市繼承。由於島內眾多廢墟建築有危險，端島長期禁止一般民眾進入。2005年，長崎市曾特別允許媒體人士登陸端島。因島內的安全問題部分得到解決，2008年，長崎市決定開放民眾參觀端島南部的部分地區。由2009年4月22日開始，端島正式開放給遊客參觀對外開放區域。2011年6月時，參觀端島的觀光客人數已達16.5萬人。在解禁5年之後，至2014年，參觀端島的觀光客人數已超過50萬人。
2008年，端島作為「明治工業革命遺蹟：鋼鐵、造船和煤礦」的一部分被列入世界遺產暫定名單。但韓國政府強烈反對端島成為世界遺產，端島成為世界遺產一事成為日韓的外交問題。
在長崎市政府的協助下，Google在2013年6月28日公開了包括禁止進入地區和房屋內部在內的端島全島的Google街景。
長崎大學基礎設施長壽化中心在2009年開始記錄並保存管理端島的3D數據。2014年開始，該中心受長崎市委託，開始利用3D鐳射掃描儀、全方位相機、無人航空載具、水中聲納等設備記錄全島的3D資料。

### 人口變遷
端島在1920年代初期就已經有超過3,000人的人口。二戰結束時，由於島上的韓國人、中國人離開，端島人口一度劇減。然而因煤礦工作的高收入吸引各地人口流入，使得端島人口在短時間內迅速回升。1960年代初，端島人口達到超過5,000人的頂峰，然而此後隨著煤炭業蕭條而迅速減少。端島人口整體變動情況如下：
| 1920年（大正9年）  | 3,271 | 根據人口普查推算                 |
| 1925年（大正14年） | 2,750 | 根據人口普查推算                 |
| 1930年（昭和5年）  | 3,290 | 根據人口普查推算                 |
| 1935年（昭和10年） | 3,231 | 根據人口普查推算                 |
| 1940年（昭和15年） | 3,333 | 根據人口普查推算                 |
| 1945年（昭和20年） | 1,656 | 根據人口普查推算                 |
| 1945年（昭和20年） | 4,022 | 根據高島町端島支所的人口統計數據 |
| 1950年（昭和25年） | 4,600 | 根據高島町端島支所的人口統計數據 |
| 1955年（昭和30年） | 4,738 | 根據高島町端島支所的人口統計數據 |
| 1960年（昭和35年） | 5,151 | 根據高島町端島支所的人口統計數據 |
| 1965年（昭和40年） | 3,391 | 根據高島町端島支所的人口統計數據 |
| 1973年（昭和48年） | 2,150 | 根據高島町端島支所的人口統計數據 |
| 1975年（昭和50年） | 0     | 根據高島町端島支所的人口統計數據 |

### 行政區劃的變遷
在江戶時代，端島曾屬於幕府領地彼杵郡高濱村:769-770。然而如同前述，由於端島的領有權存在紛爭。1773年，政府決定「幕府領地、佐賀領地均不干涉端島」，使得端島歸屬未定:250-257。1889年4月1日，日本實施町村制之後，端島屬西彼杵郡高濱村。1955年4月1日，高濱村和野母村、脇岬村、樺島村合併為野母崎町時，端島自高濱村分出，劃入高島町。2005年1月4日，高島町被劃入長崎市，端島也因此成為長崎市的一部分。

## 島內建築

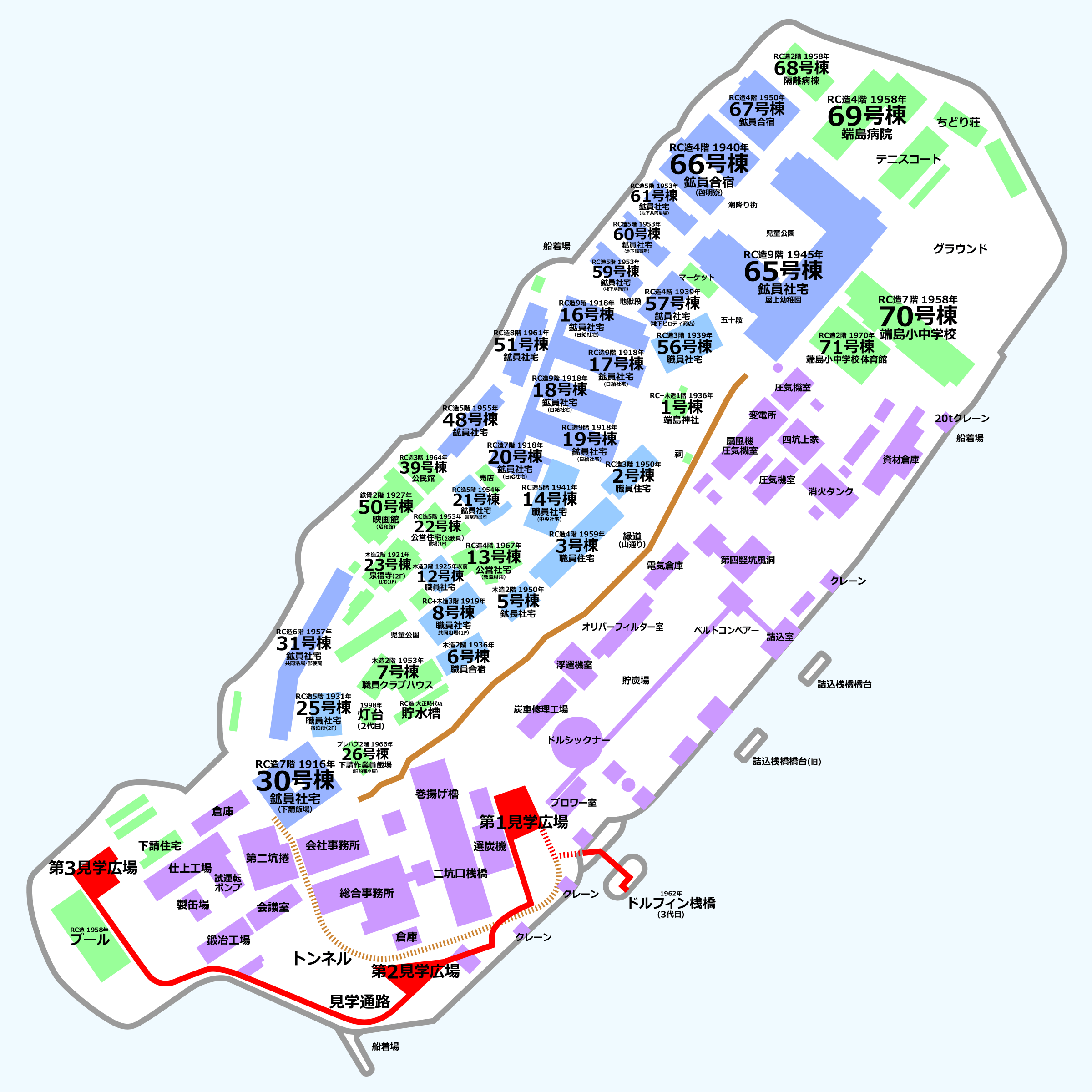
端島建築地圖。紫色是煤礦相關設施、藍色是礦工住宅、青色是職員社宅、綠色是其他住宅和公共設施等建築。現在允許進入的區域僅有紅色的參觀路線和廣場

端島現存的集體住宅中，有數座建築比因保存運動而成為話題的同潤會公寓歷史更加古老。30號樓高7層，修建於1916年，是日本首棟鋼筋混凝土高層公寓:184（竣工當時高4層）。端島在30號樓竣工後還興建了日薪社宅（16號樓至20號樓，1918年）等眾多高層公寓。在第二次世界大戰前夕，日本國內因物資不足而進行管制，無法修築鋼筋混凝土建築，而端島卻是例外。1945年竣工的65號樓是端島最大的集體住宅。另外，端島之所以修建鋼筋混凝土住宅乃是為了在狹小的島內容納大量人口的苦肉之策:630。礦長和幹部職員等人居住的高級住宅是木造房屋，且位置較佳並擁有浴室等設施:630。顯示端島內的住宅情況因員工的地位不同而有顯著差距。高層公寓內部及地下還有商店、保育園、警察派出所、郵局、彈珠機店等多種設施。
端島沒有一座建築安裝了乘客用電梯:188（65號樓曾計劃安裝電梯，但因資金不足而擱置。另外中小學校在關閉前夕曾短暫安裝給食用電梯）。端島內只有礦長社宅5號樓（1950年）、幹部職員用公寓3號樓（1959年）、職員用集會住宿設施7號樓（1953年）、島內唯一的旅館「清風莊」設有單獨的浴室。島內的大多數廁所都是拋下式廁所（排泄物在排出後直接墜入管道，未經沖洗），但礦山關閉時有約半數住宅安裝了沖水廁所:106-107。島上的大多數廚房都是公用廚房。

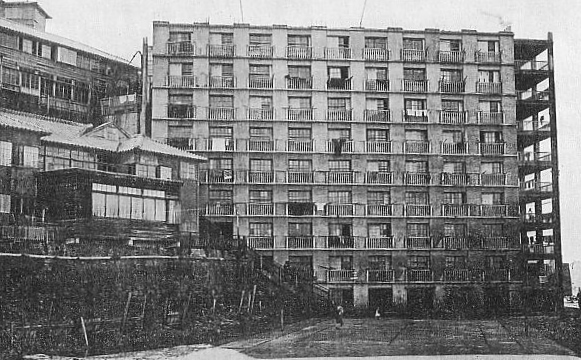
1930年代端島的集體住宅

端島的岩山南端、儲水槽附近設有燈塔，這乃是因島上人口遷出後不再有照明而在礦山關閉的翌年（1975年）興建。燈塔的正式名稱是肥前端島燈塔。現在的燈塔興建於1998年，採用強化塑膠修築，是第二代燈塔。
端島的木造建築和鋼筋建築原本就經常遭到海浪衝擊（大浪時甚至全島都被波浪覆蓋），加上風雨侵蝕、防水技術的問題、無人維持管理，導致這些建築迅速劣化:634-635。類似1號樓（端島神社）的拜殿這樣完全倒塌的建築也很多。另外為應對海潮，端島的建築在外側幾乎都未使用鐵製零件。即使是鋼筋混凝土建築也因當時技術仍不成熟、建材難以入手導致一些建築在修築時參雜海砂等問題而開始劣化。56、57號樓的懸臂即因設計不良而產生龜裂，需要鐵棍支柱補強:634-635。礦山關閉後支柱也隨之消失，懸臂崩塌被認為只是時間問題:634-635。70號樓（小中学校校舍）因海浪導致基台的土壤被沖走，地基部分外露。以30號樓為首的這些鋼筋混凝土建築在未經拆除的情況下廢棄，以建築工學的視點來看是研究經年劣化的貴重資料。

### 建築列表
「興建時代」一欄中，紅色是大正時代建築、綠色是昭和（二戰前及二戰）時代建築、藍色是昭和（戰後）時代建築。「構造、層數」一欄中，紅色是木造建築、藍色是鋼筋混凝土建築，綠色是其他建築。
| 建築名 | 興建時代                | 構造、層數            | 建築用途                       | 住戶数・增建次數・內部的公共設施・是否倒塌                                               |
| ------ | ----------------------- | --------------------- | ------------------------------ | ---------------------------------------------------------------------------------------- |
| 1號樓  | 1936年 （昭和11年）     | 鋼筋混凝土+木造、一層 | 端島神社                       | 拜殿為木造（倒塌）、本殿和境内為RC造（現存）                                             |
| 2號樓  | 1950年 （昭和25年）     | 鋼筋混凝土、三層      | 職員社宅                       | 9戶                                                                                      |
| 3號樓  | 1959年 （昭和34年）     | 鋼筋混凝土、四層      | 職員社宅                       | 20戶。幹部用。內有浴室                                                                   |
| 5號樓  | 1950年 （昭和25年）     | 木造、兩層            | 礦長社宅                       | 1戶。內有浴室。幾乎完全倒塌。                                                            |
| 6號樓  | 1936年 （昭和11年）     | 木造、兩層            | 職員單身宿舍                   | 倒塌                                                                                     |
| 7號樓  | 1953年 （昭和28年）     | 木造、兩層            | 職員俱樂部                     | 幾乎完全倒塌                                                                             |
| 8號樓  | 1919年 （大正8年）      | 鋼筋混凝土+木造、三層 | 職員社宅                       | 4戶。一層有公用浴場                                                                      |
| 12號樓 | 1925年以前 （大正14年） | 木造+鋼筋、三層       | 職員社宅                       | 3戶。一半倒塌                                                                            |
| 13號樓 | 1967年 （昭和42年）     | 鋼筋混凝土、四層      | 町營住宅 （教職員用）          | 12戶                                                                                     |
| 14號樓 | 1941年 （昭和16年）     | 鋼筋混凝土、五層      | 職員社宅 （中央住宅）          | 15戶                                                                                     |
| 16號樓 | 1918年 （大正7年）      | 鋼筋混凝土、九層      | 礦工社宅 （日薪社宅）          | 66戶                                                                                     |
| 17號樓 | 1918年 （大正7年）      | 鋼筋混凝土、九層      | 礦工社宅 （日薪社宅）          | 54戶。屋頂有簡易遊樂園                                                                   |
| 18號樓 | 1918年 （大正7年）      | 鋼筋混凝土、九層      | 礦工社宅 （日給社宅）          | 50戶。屋頂有農園                                                                         |
| 19號樓 | 1918年 （大正7年）      | 鋼筋混凝土、九層      | 礦工社宅 （日薪社宅）          | 45戶。屋頂有弓道場                                                                       |
| 20號樓 | 1918年 （大正7年）      | 鋼筋混凝土、七層      | 礦工社宅 （日薪社宅）          | 26戶                                                                                     |
| 21號樓 | 1954年 （昭和29年）     | 鋼筋混凝土、五層      | 礦工社宅                       | 15戶。一樓有警察派出所                                                                   |
| 22號樓 | 1953年 （昭和28年）     | 鋼筋混凝土、五層      | 海鷗莊 （公務員用町營住宅）    | 12戶。1樓有老人俱樂部。2層有町役場端島支所                                               |
| 23號樓 | 1921年 （大正10年）     | 木造、兩層            | 寺院（泉福寺）                 | 6戶。1樓是社宅、2樓上泉福寺。幾乎完全倒塌                                                |
| 25號樓 | 1931年 （昭和6年）      | 鋼筋混凝土、五層      | 職員社宅                       | 6戶。2樓有小吃店「白水苑」、旅館「清風莊」                                               |
| 26號樓 | 1966年 （昭和41年）     | 裝配式建築、兩層      | 食堂 （舊船頭小屋）            | 8戶。倒塌                                                                                |
| 30號樓 | 1916年 （大正5年）      | 鋼筋混凝土、七層      | 食堂 （舊鉱員社宅）            | 140戶。竣工時是4層（之後增建到7層）。日本最古老的鋼筋混凝土公寓                          |
| 31號樓 | 1957年 （昭和32年）     | 鋼筋混凝土、六層      | 礦工社宅                       | 51戶。1層有端島郵局、地下有公用浴場。                                                    |
| 39號樓 | 1964年 （昭和39年）     | 鋼筋混凝土、三層      | 町立端島公民館                 |                                                                                          |
| 48號樓 | 1955年 （昭和30年）     | 鋼筋混凝土、五層      | 礦工社宅                       | 20戶。地下有彈珠機店、麻將館。                                                           |
| 50號樓 | 1927年 （昭和2年）      | 鋼筋磚製、兩層        | 電影院 （昭和館）              | 在礦山關閉前數年曾是乒乓球館。因1991年的颱風而倒塌                                       |
| 51號樓 | 1961年 （昭和36年）     | 鋼筋混凝土、八層      | 礦工社宅                       | 40戶。地下有個人商店                                                                     |
| 56號樓 | 1939年 （昭和14年）     | 鋼筋混凝土、三層      | 職員社宅                       | 6戶                                                                                      |
| 57號樓 | 1939年 （昭和14年）     | 鋼筋混凝土、四層      | 礦工社宅                       | 8戶。地下有商店                                                                          |
| 59號樓 | 1953年 （昭和28年）     | 鋼筋混凝土、五層      | 礦工社宅                       | 17戶。1960年代後期增建了一層。地下有生協商店（和60號樓地下連接）                         |
| 60號樓 | 1953年 （昭和28年）     | 鋼筋混凝土、五層      | 礦工社宅                       | 17戶。1960年代後期增建了一層。地下有生協商店（和59號樓地下連接）                         |
| 61號樓 | 1953年 （昭和28年）     | 鋼筋混凝土、五層      | 礦工社宅                       | 17戶。1960年代後期增建了一層。地下有公用浴場                                             |
| 65號樓 | 1945年 （昭和20年）     | 鋼筋混凝土、九層      | 礦工社宅                       | 317戶。竣工時僅有北側建築的7層（1947年至1958年期間增建）。屋頂有幼兒園。端島最大的公寓。 |
| 66號樓 | 1940年 （昭和15年）     | 鋼筋混凝土、四層      | 礦工合宿 （啓明寮）            |                                                                                          |
| 67號樓 | 1950年 （昭和25年）     | 鋼筋混凝土、四層      | 礦工合宿 （單身宿舍）          | 48戶                                                                                     |
| 68號樓 | 1958年 （昭和33年）     | 鋼筋混凝土、兩層      | 高島礦業所端島醫院（隔離病棟） |                                                                                          |
| 69號樓 | 1958年 （昭和33年）     | 鋼筋混凝土、四層      | 高島礦業所端島醫院             |                                                                                          |
| 70號樓 | 1958年 （昭和33年）     | 鋼筋混凝土、七層      | 町立端島小中學校               | 1961年增建7層（鋼筋）                                                                    |
| 71號樓 | 1970年 （昭和45年）     | 鋼筋混凝土、兩層      | 町立端島小中學校体育館         | 1層有武道場、給食室；2層有體育館                                                         |
|        | 1958年之後 （昭和33年） | 鋼筋混凝土、兩層:7    | 教員用住宅                     | 6戶。也有資料稱為木造2層:669                                                             |

### 1号樓（端島神社）

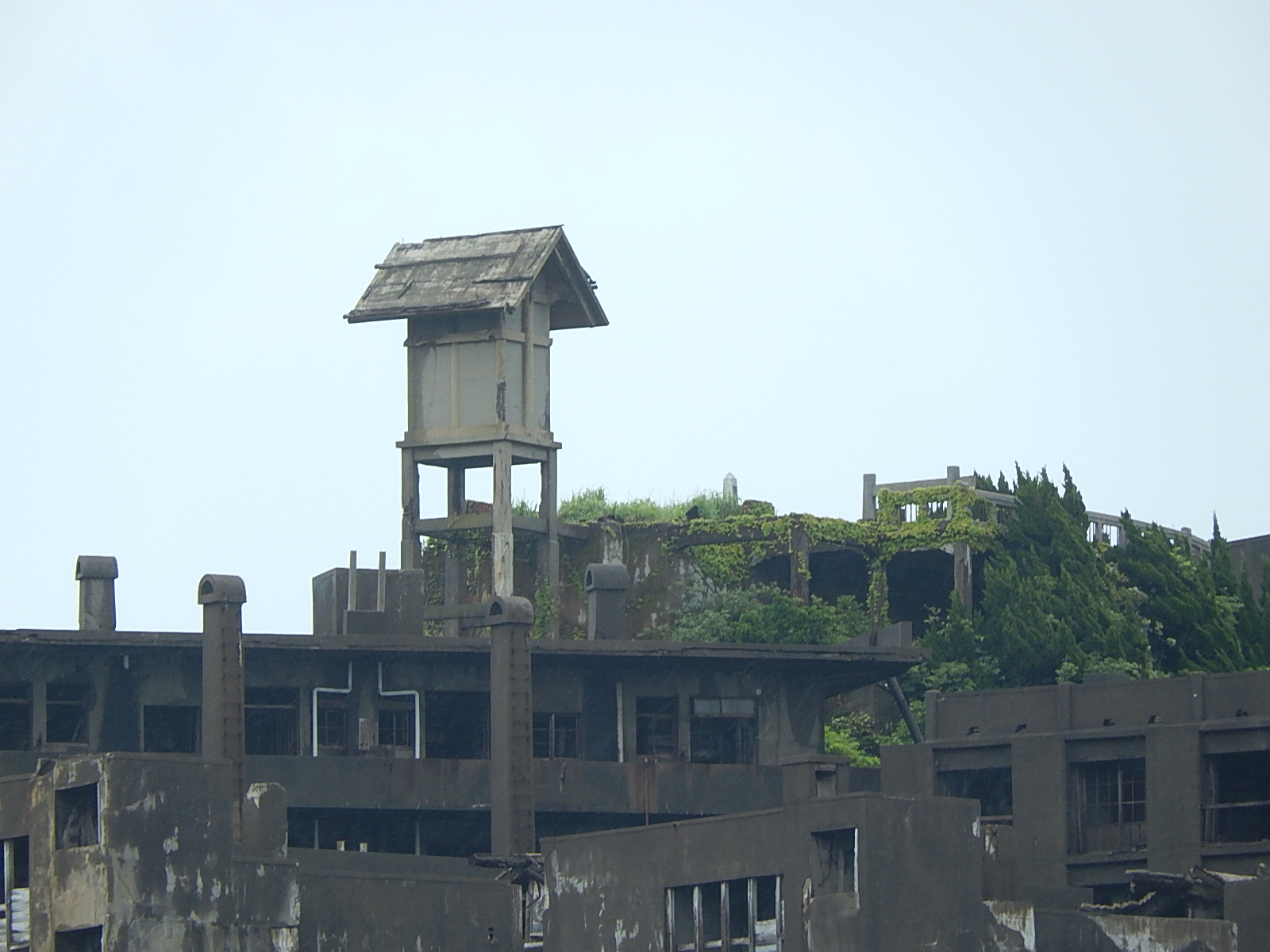
端島神社

端島神社興建於1936年，位於一座屋頂之上。神社的例祭（山神祭）於每年4月初的週日舉行。例祭時除了神輿之外，主婦會亦會開設集市。神社下有溫室。端島神社的拜殿現已不存，僅有神殿。神社下方57號樓的樓梯有「地獄段」之稱，例祭時神社的神輿經過此樓梯從神社至島內其他地區。

### 30号樓（哥拉巴屋）

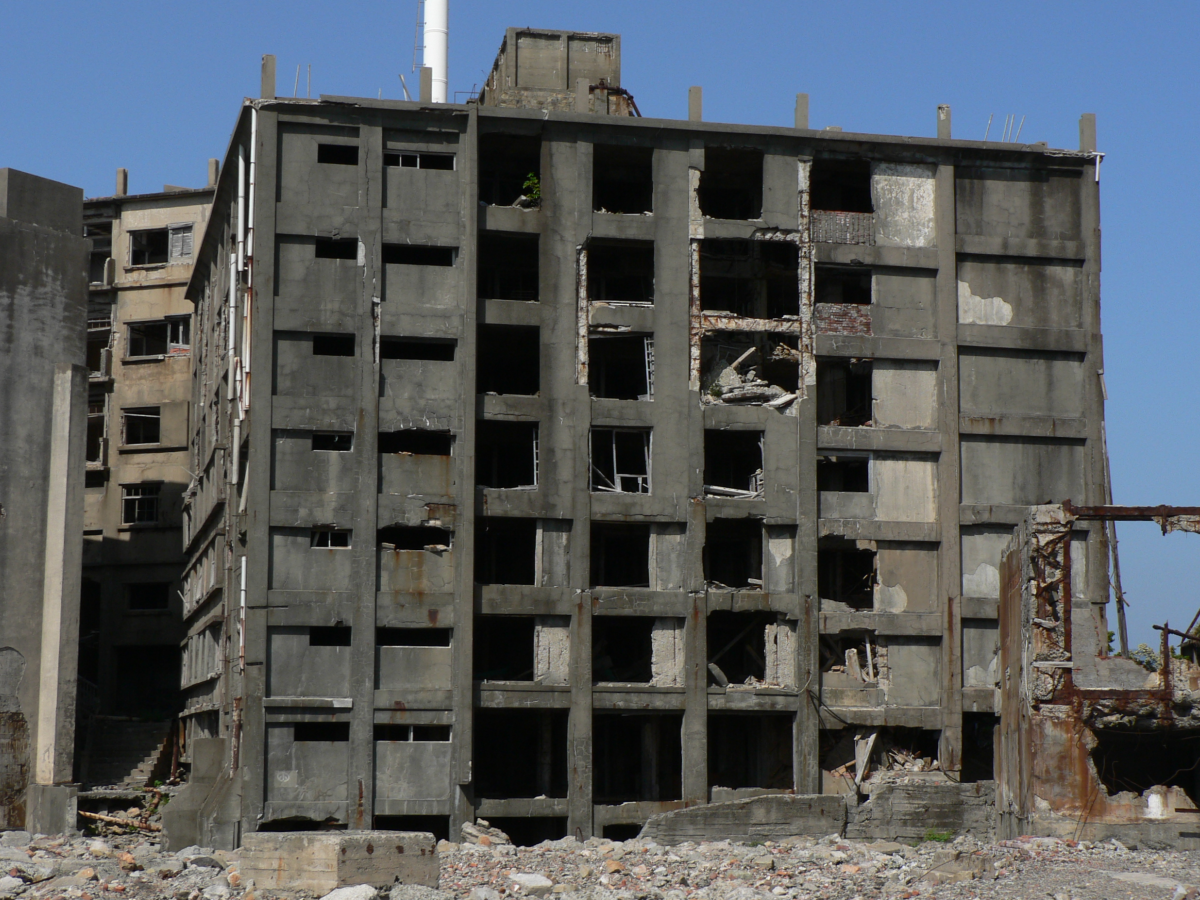
30號樓

興建於1916年的30號樓是日本首棟鋼筋混凝土公寓:153:44。由於有說法稱該建築和湯瑪士·布雷克·哥拉巴有關，因此又稱哥拉巴屋。30号樓最初是4層建築，竣工後很快擴建為7層建築。哥拉巴屋位於端島西南部岩山南端的山麓，中央有開口，自上方看近似「口」字形。走廊和樓梯均面向中央的開口部分，其附近是住宅。該建築最初是礦工社宅，但在礦山關閉前夕時也被用來作為食堂使用。30號樓部分建築有地下室，在礦山關閉時內有商店。全樓有140戶，總面積3,808.0平方米。30號棟基本上每層有19戶約11平方米的房間、1戶約7.3平方米的房間、公用廁所，並以通路和25號樓、26號樓、綠道連接。30號樓的東南側有可直通至碼頭的隧道出口。由於當時技術不成熟，加上材料和環境欠佳，30號樓最初興建的下層部分迅速劣化。1953年，30號樓在上層部分未變的情況下更換了下層的鋼筋並重灌水泥，進行改建:44。

### 日薪社宅
日薪社宅是興建於1918年的礦工社宅，包括16號樓至20號樓的五棟建築。「日薪社宅」這一名稱取自於當時礦工是日薪制（職員在當時是月薪制）:17。日薪社宅在30號樓竣工之後興建，在島內是歷史較古的住宅。面向同一方向的各棟建築的西側（臨海一側）通過名為「防潮大廊下」的走廊連接，各層連為一體。日薪社宅地下有商店，樓頂有公園及農園。各棟建築的大走廊一側有公用廁所。這一建築的特徵包括擁有大走廊，且房間外面積佔總面積的約四成（同一時期的同潤會公寓及戰後的公團住宅最大也只有約兩成）:46。

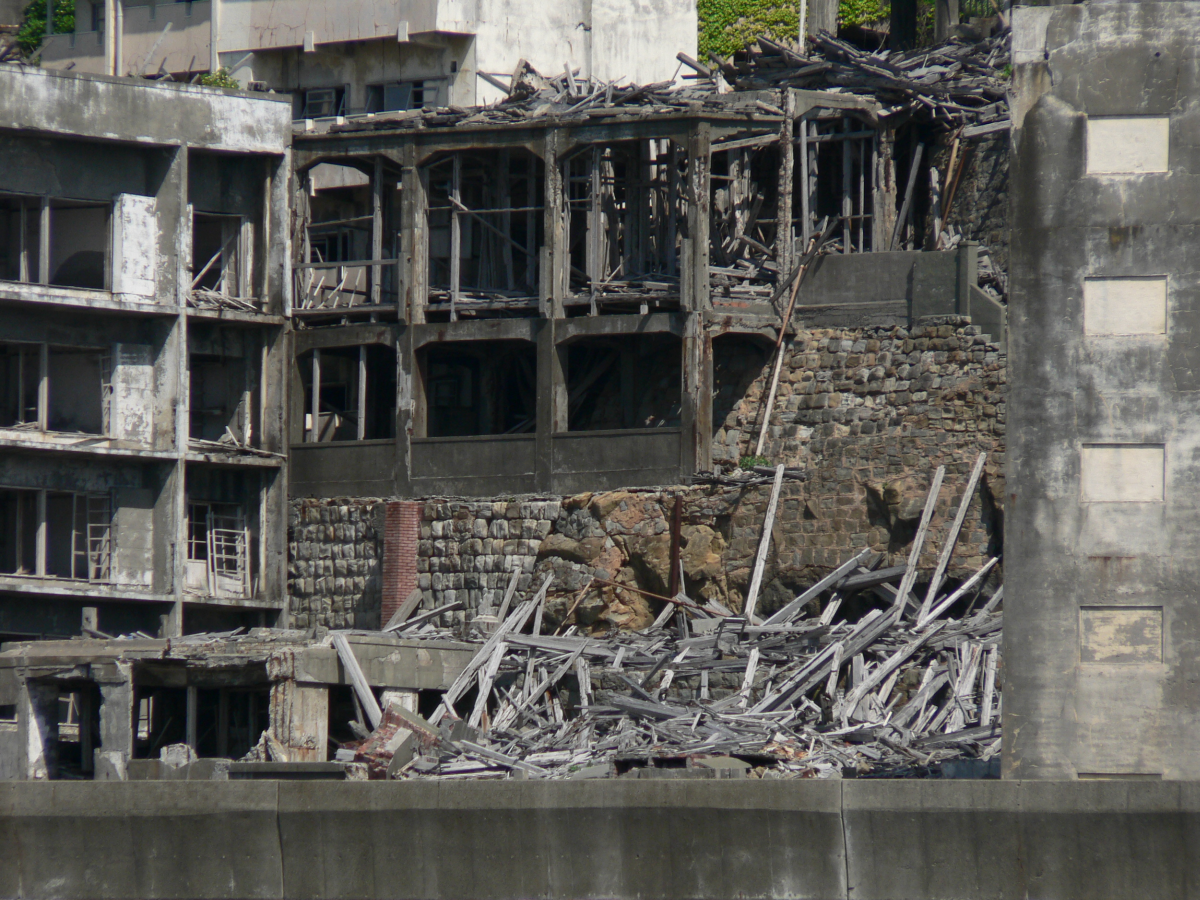
正面是泉福寺，左側是昭和館

### 23號樓（泉福寺）
修建於1921年的23號樓是一座兩層的木製建築，一樓是社宅，二樓是島上唯一寺院「泉福寺」。泉福寺的住職雖然是禪宗，但因是島上唯一的寺廟而處理各宗派事務。寺院的大部分建築已倒塌，但地藏雕像仍有保存。

### 50號樓（昭和館）
昭和館是一座電影院，修建於1927年。由於端島重視福利，昭和館的電影也是自福岡直送，有時比長崎市內更早上映，因此也曾有島外人士為看電影而來到端島。昭和館有時也會舉辦演劇和音樂會，每月上映超過30部電影。由於煤礦24小時開工且每日換班三次，因此不少礦工在白天並不上班而在電影院消遣，令電影院極為熱鬧。由於端島的工資收入較高，因此電視等家電製品也普及得較早。1958年時，端島的電視普及率已幾乎達100%。島上電視天線林立，一些家庭甚至還有音響設施。在電視普及之後，昭和館日益蕭條，於1970年關閉。在端島礦山關閉之前，昭和館已改為乒乓球館。

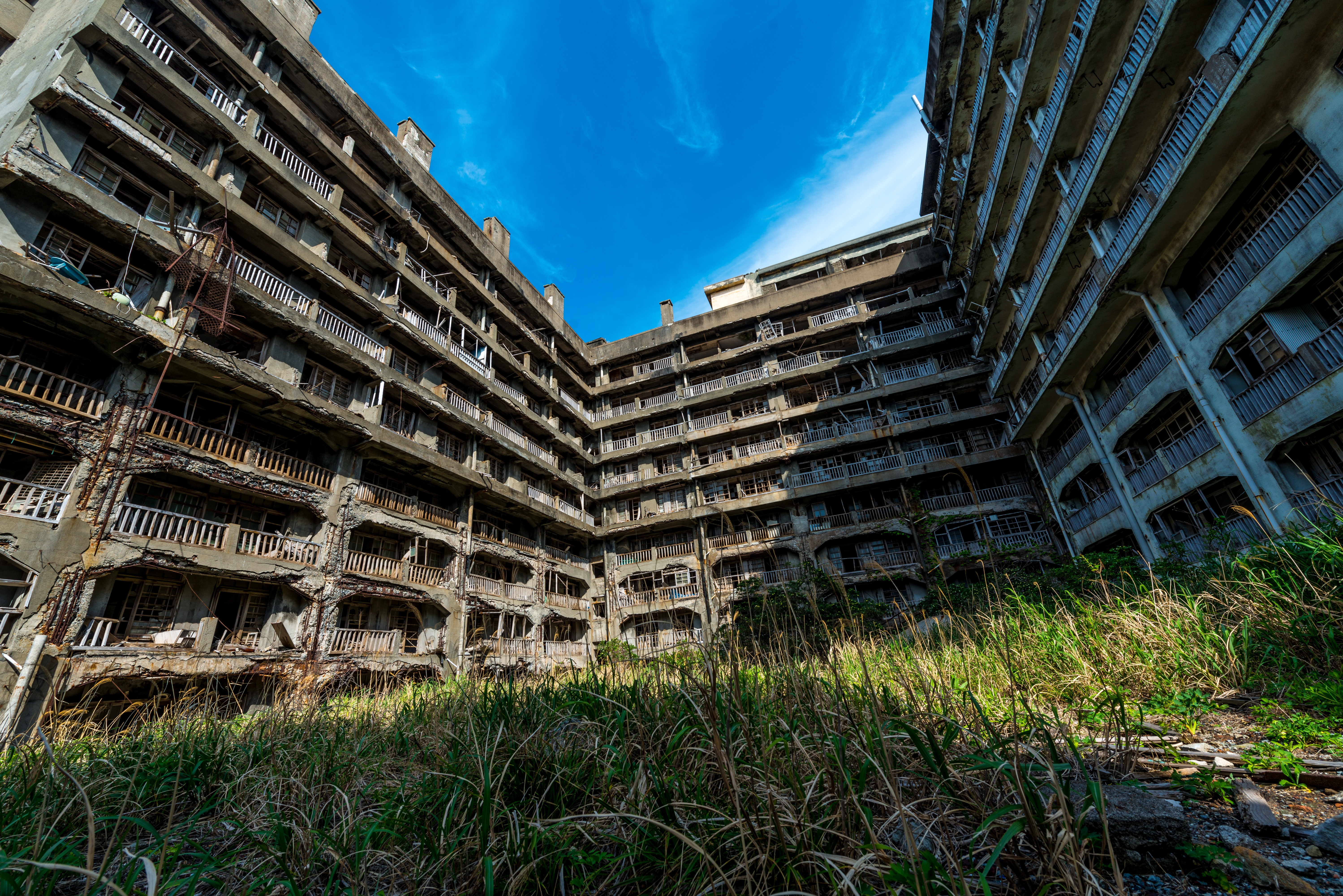
端島公園和65號樓。65號樓北棟（正面）的陽台有戰爭時的防空用偽裝塗装。

### 65號樓（報國寮）
65號樓是一棟鋼筋混凝土礦工社宅，是端島最大的公寓:47。65號樓呈字型，最初興建的是北側的7層建築「報國寮」。該建築修建於二戰時期，竣工於1945年:5。1947年又增建了8層、9層部分，並在東側增建了9層公寓（1949年）。1953年，又在東側公寓增建第10層（屋頂保育園）。1958年，在南側增建10層公寓:5。65號樓最後共有317戶，總面積達16,895.5平方米（包括屋頂、地下部分）。北側建築在修建時曾計劃安裝電梯，但後被取消，改用於設置住宅。65號樓的上層部分設有突出式陽台:47，房屋基本面積約有11平方米，4層和7層有至綠道（山通）的通道:5，地下一層有理容室。竣工於1958年的南側建築又稱「新65號」，是端島最高的建築，各戶均有沖水廁所（北側樓、東側樓是公用廁所）:94。65樓的字型內側部分有一座公園，是島內最大的公園。公園內有鞦韆、滑梯等玩具，有兒童公園的用途。

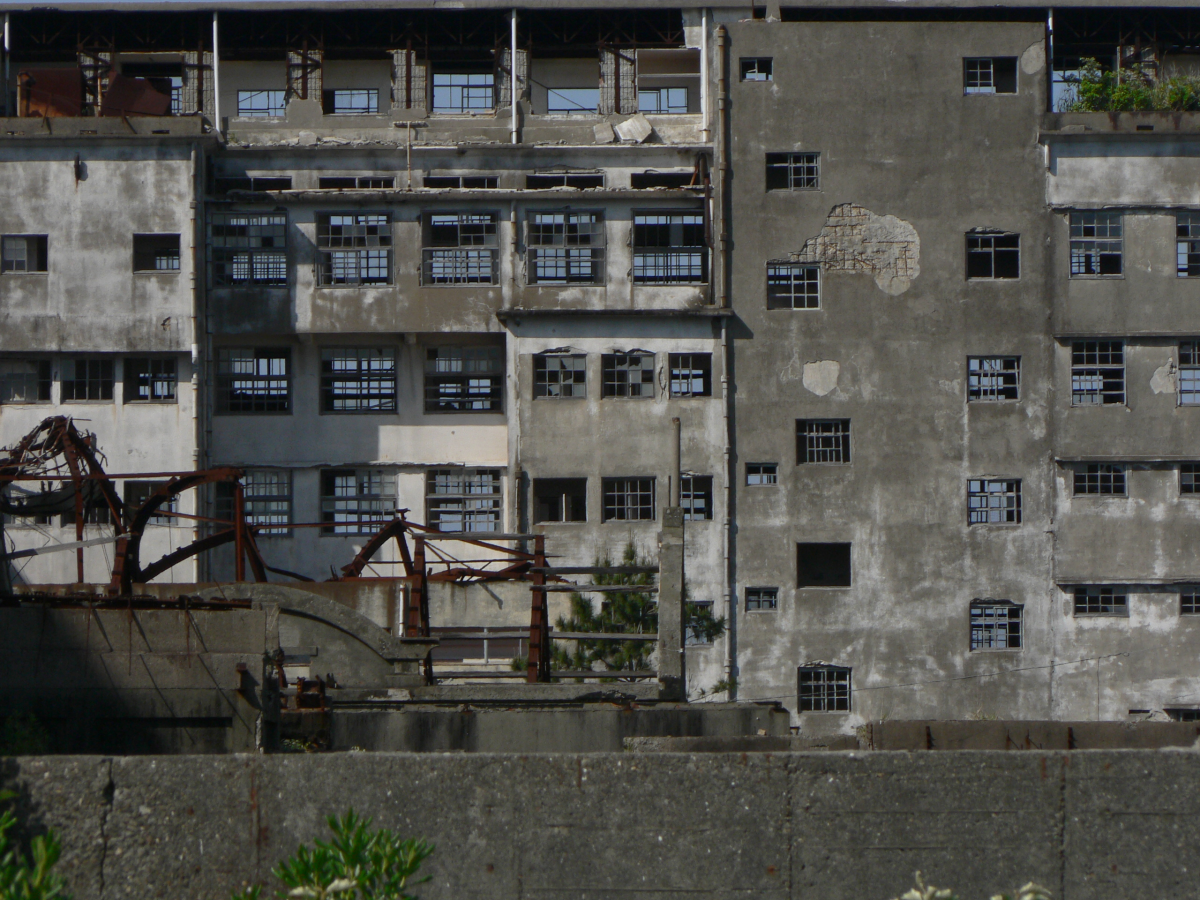
端島小中學校

### 70號樓（高島町立端島小學校・中學校）
70號樓是高島町立端島小學校・中學校的校舍，前身是「三菱社立（私立）端島尋常小學校」。1947年學制改革後增設中學。70號樓竣工於1958年，最初有6層，後增建為7層。學校設有體育館、格技室、給食室。校舍北側的操場也是端島唯一的廣場，放學後開放其他島民使用。校舍一層至四層是小學，五層以上是中學。1970年，學校在70號樓附近新建71號樓。71號樓的一層是格技室和給食室，二層是體育館。1974年端島上的居民外遷之後，高島町立端島小學校・中學校亦隨之廢校。

## 交通
端島沒有機場，亦無任何和陸地連接的橋樑，前往端島的交通方式僅限船舶。1962年之前，三菱公司曾使用自家船舶「夕顏丸」連接長崎、端島兩地。野母商船亦曾設有自長崎港經伊王島、高島的航線。端島變為無人島之後，這些航線被廢除。然而在端島作為觀光地再次得到關注之後，開始有業者運行自長崎港出發的環島遊覽船。即使在端島禁止登陸的期間，仍有不少人試圖非法登陸:81。自2009年4月22日開始，長崎市允許觀光客參觀端島的部分區域。目前高島海上交通集團、軍艦島Concierge、Seaman商會等四家公司有營運前往端島的渡船。當海浪高度超過0.5米或能見度低於500米時，由於船舶無法在端島的交通出入口海豚棧橋停泊，前往端島的渡船會停航。2012年度，端島渡船登陸成功率最高的月份是5月，有96.8%，而最低的7月只有61.3%。

## 世界遺產

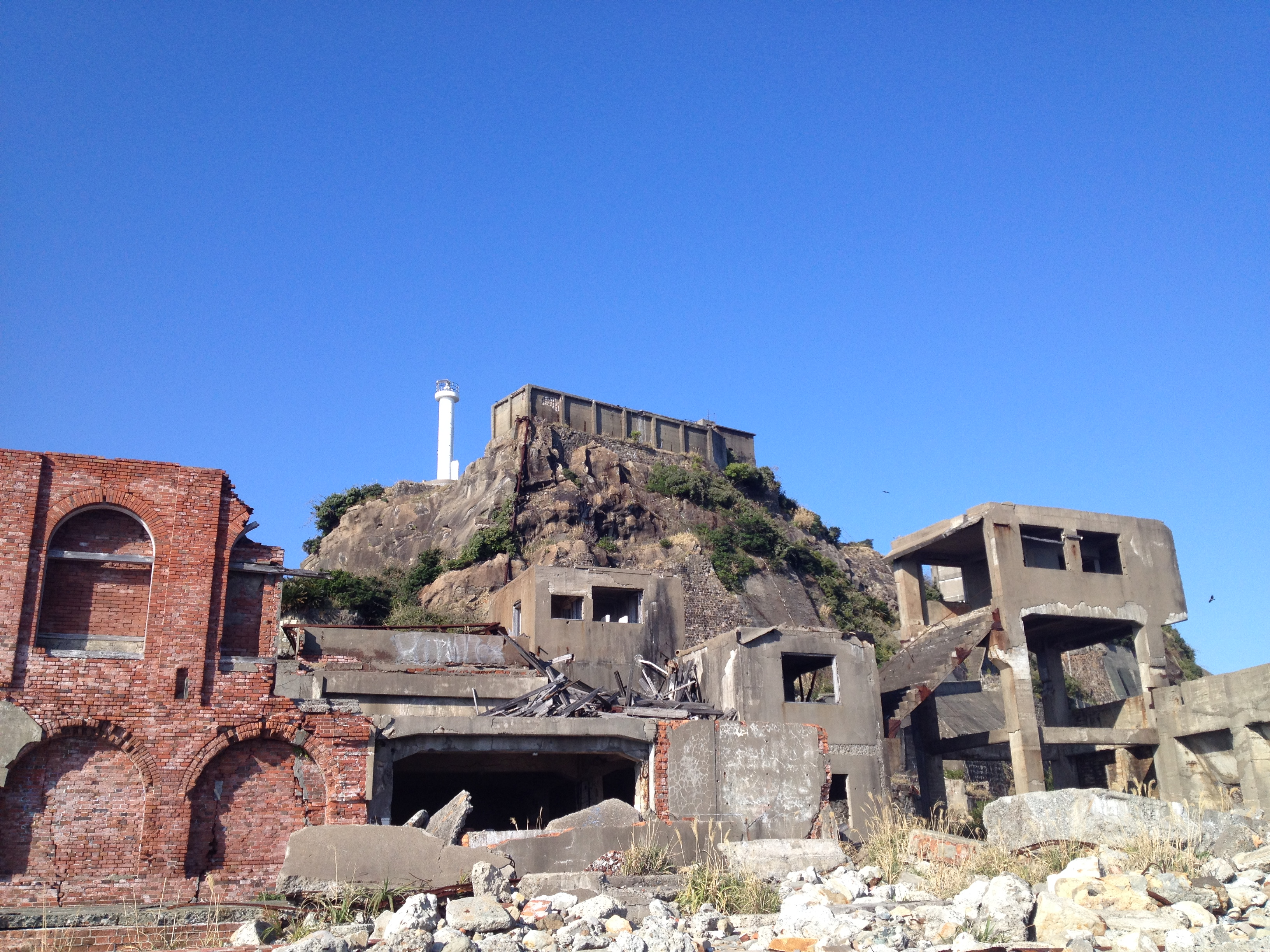
端島上建築廢墟。中間的白色建築是燈塔。右側樓梯是前往煤礦的樓梯。

2015年5月5日，國際文化紀念物與歷史場所委員會對聯合國教科文組織建議將包括端島在內的幕末至明治的重工業設施「明治日本的產業革命遺產」列入世界文化遺產。此後韓國開始全力阻止端島成為世界文化遺產。2015年5月11日，在韓國首爾舉辦的日韓議員聯盟共同幹事會上，日方要求韓國不要將端島成為世界遺產一事政治化，並確認兩國將在22日繼續協商。翌日，韓國國會通過反對日本產業革命遺產列入世界遺產的提議。5月20日，韓國總統朴槿惠和聯合國教科文組織的博科巴事務局長進行會談，稱「無視歷史的世界遺產申請只會引發國家和國家之間不必要的分裂」，直接表示反對端島列入世界遺產之意。6月11日，韓國外長尹炳世為阻止端島申遺而外訪教科文組織各委員國。韓國基督教的領導者亦進行記者會，發表了「非難日本試圖登錄有關帝國支配的世界文化遺產」的聲明。而日方也有超黨派議員聯盟對政府要求將端島列入世界遺產。此後日本外相岸田文雄和韓國外長尹炳世曾舉辦外相會談，兩者達成協議。日本支持韓國的「百濟歷史遺跡地區」列入世界文化遺產；作為交換，韓國也支持「明治日本的產業革命遺產」列入世界遺產。但在韓國「百濟歷史遺跡地區」成為世界遺產的翌日，韓國卻表示反對「明治日本的產業革命遺產」列入世界遺產。最終日本對韓國讓步，承諾「做出能使外界理解日本的徵用政策的措施」，端島成為世界文化遺產。韓國評價這一結果是「日本承認曾強制韓國人勞動，成為形成韓日和解氣氛的契機」，並要求日本構建面向未來的韓日關係。2020年6月，韓國對聯合國教科文組織發文，以日本並未充分對外說明朝鮮半島民眾在端島的強制勞動為由，要求取消端島的世界遺產登錄。

## 以端島為背景的作品

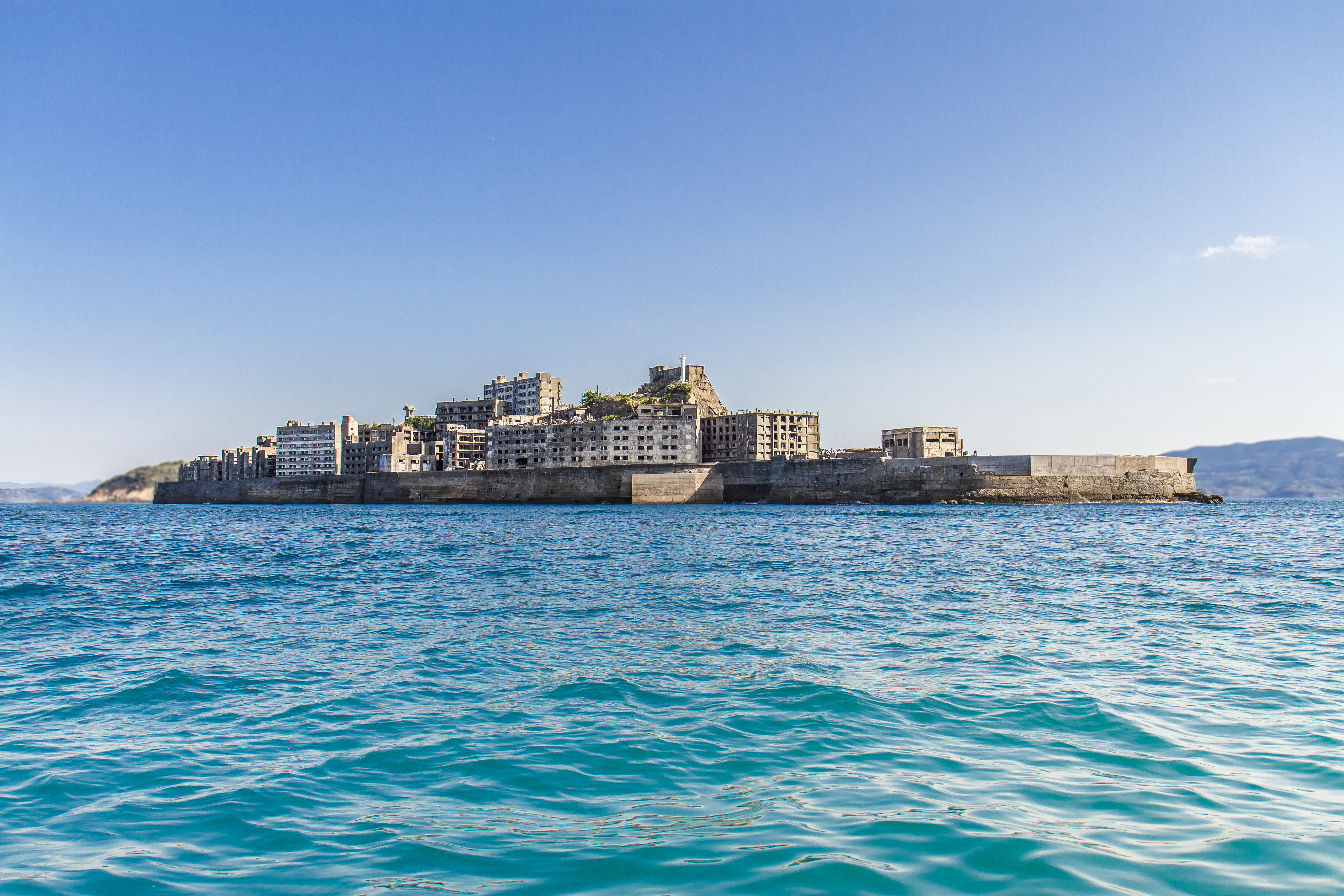
軍艦島全景

由於端島獨特的廢墟景觀，有眾多電影、電視作品曾在端島取景或以端島為舞台。早在1949年，就有名為《無綠之島》（緑なき島）的電影以端島為舞台:58。2012年電影《007：空降危機》中的廢墟島是以端島為原型。2011年7月，該電影主創人員曾前往端島試圖取景，但最後考慮安全因素而並未在端島拍攝，而是在倫敦郊外的攝影棚使用拍攝的相片搭景並拍攝。《進擊的巨人》真人版電影也在端島取景。
2017年韓國電影《軍艦島》則著重描寫端島殘酷的強迫勞動，韓國上映首日票房61億韓圓，破紀錄。
B'z在2009年發行的單曲《MY LONELY TOWN》的MV也是在端島拍攝。此外KOTOKO、KAT-TUN等樂團也曾在端島拍攝MV。端島是NHK在2000年拍攝的電視劇《偶像八犬傳》的主要取景地。富士電視台2011年播出的電視劇「淺見光彥系列」第40篇「棄靈島」以端島為舞台並在端島拍攝，是端島自2009年4月開放登陸之後首次有電視劇拍攝。
赤川次郎小說《三色貓福爾摩斯的無人島》也是以端島為舞台。電子遊戲《Erinyes》中的隅島以端島為原型。索尼電腦娛樂的《死魂曲2》中的「夜見島」也是以端島為原型。1981年，公共廣告機構（現AC日本）曾拍攝以端島為題材的能源問題公益廣告。2016年的实验纪录片《没有人的文明》中，端岛也作为一系列场景之一，展现了被自然重新占据的人类文明产物。2018年，國家地理頻道的紀錄片《超凡地球》亦曾在端島上拍攝。2024年TBS电视台拍摄的《海中沉睡的钻石》以端岛的社会生活为故事背景。

## 外部連結
- 端島炭坑（世界遺產登錄推進協會事務局）（日語）（英文）
- 軍艦島Ver 3.0 （页面存档备份，存于） - 介紹軍艦島的FLASH動畫，遗憾的是Adobe已于2021年1月停止Flash的一切使用 （页面存档备份，存于）。
- Google Map 街景
- 為何居民全部消失？50年前史上最擁擠、50年後空無一人，被奪走呼吸的軍艦島 （页面存档备份，存于）（風傳媒）（繁體中文）